# Ponte Stavanger

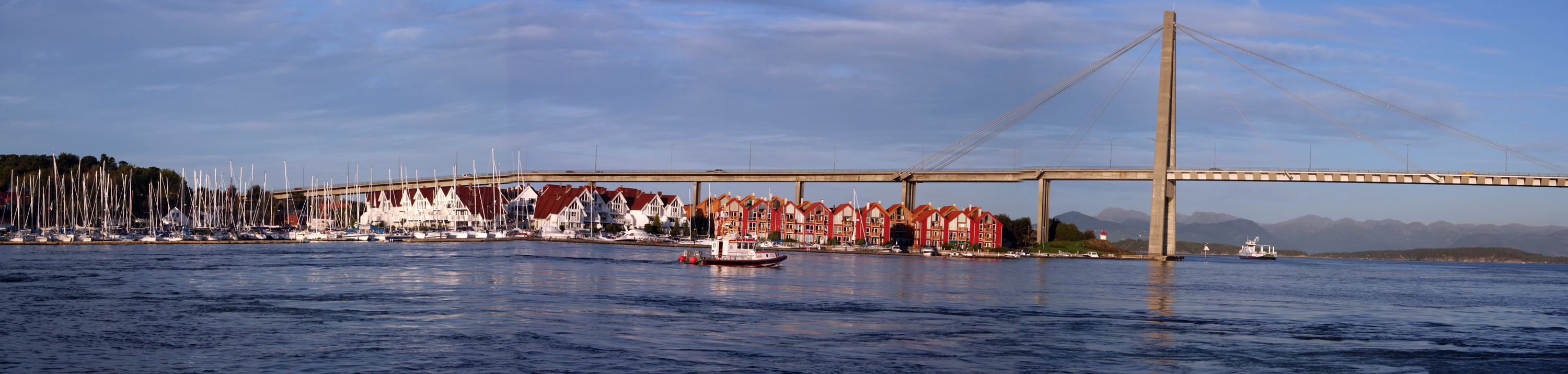
Ponte Stavanger

A ponte Stavanger (em norueguês:  Stavanger bybru) é uma ponte pênsil por cabos com uma torre que atravessa Strømsteinsundet do centro de Stavanger, Noruega para Grasholmen e Sølyst no burgo Hundvåg.
A ponte tem 1 067 metros, o principal vão livre é de 185 metros e a altura máxima acima do nível do mar é de 26 metros.
A Ponte Stavanger foi inaugurada em 1978.